# Stellenbosch

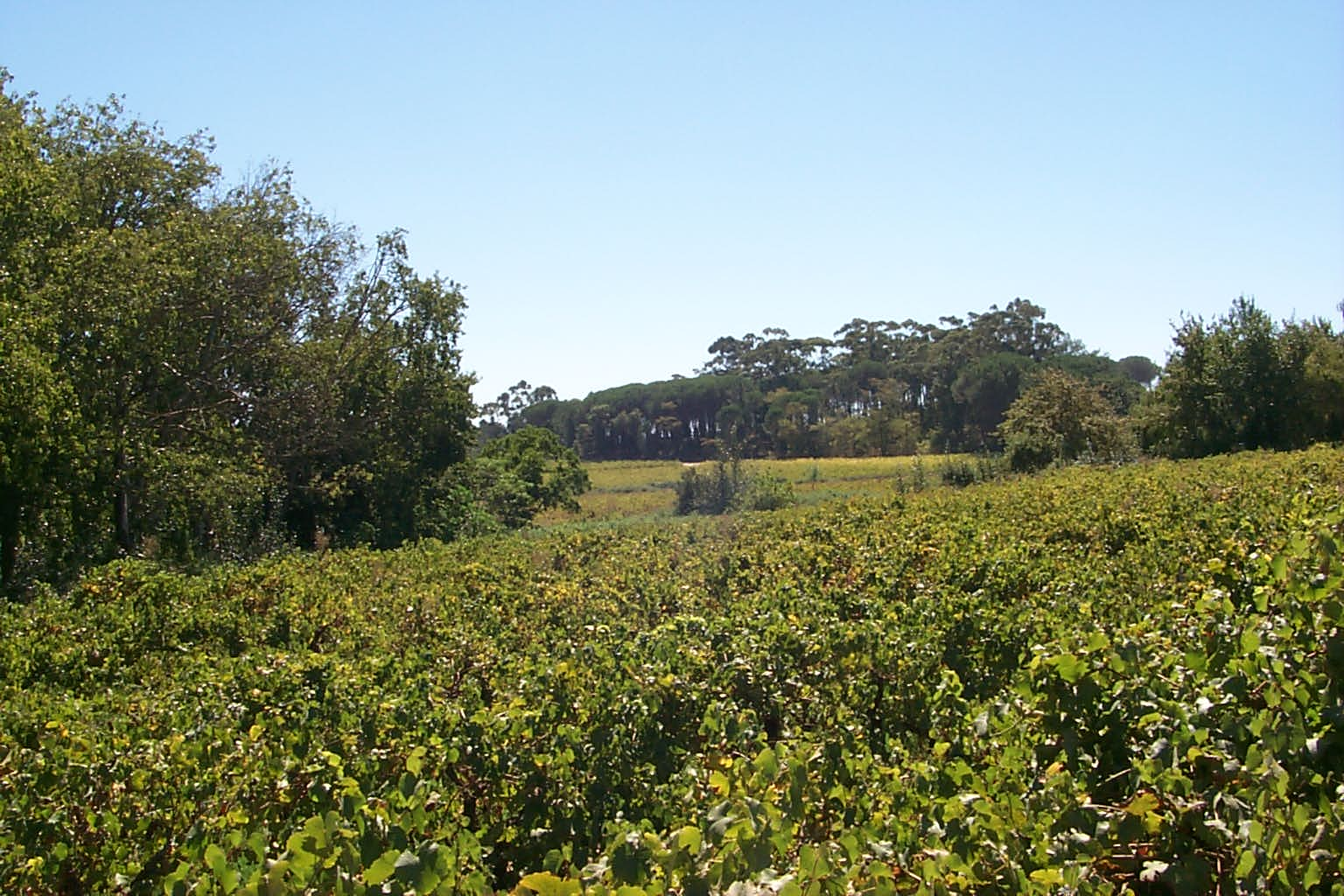
Vinodling utanför Stellenbosch.

Stellenbosch är en stad i Västra Kapprovinsen i Sydafrika, omkring fem mil öster om Kapstaden. Staden består av ett antal delområden, som totalt hade 77 476 invånare vid folkräkningen 2011.

## Historia

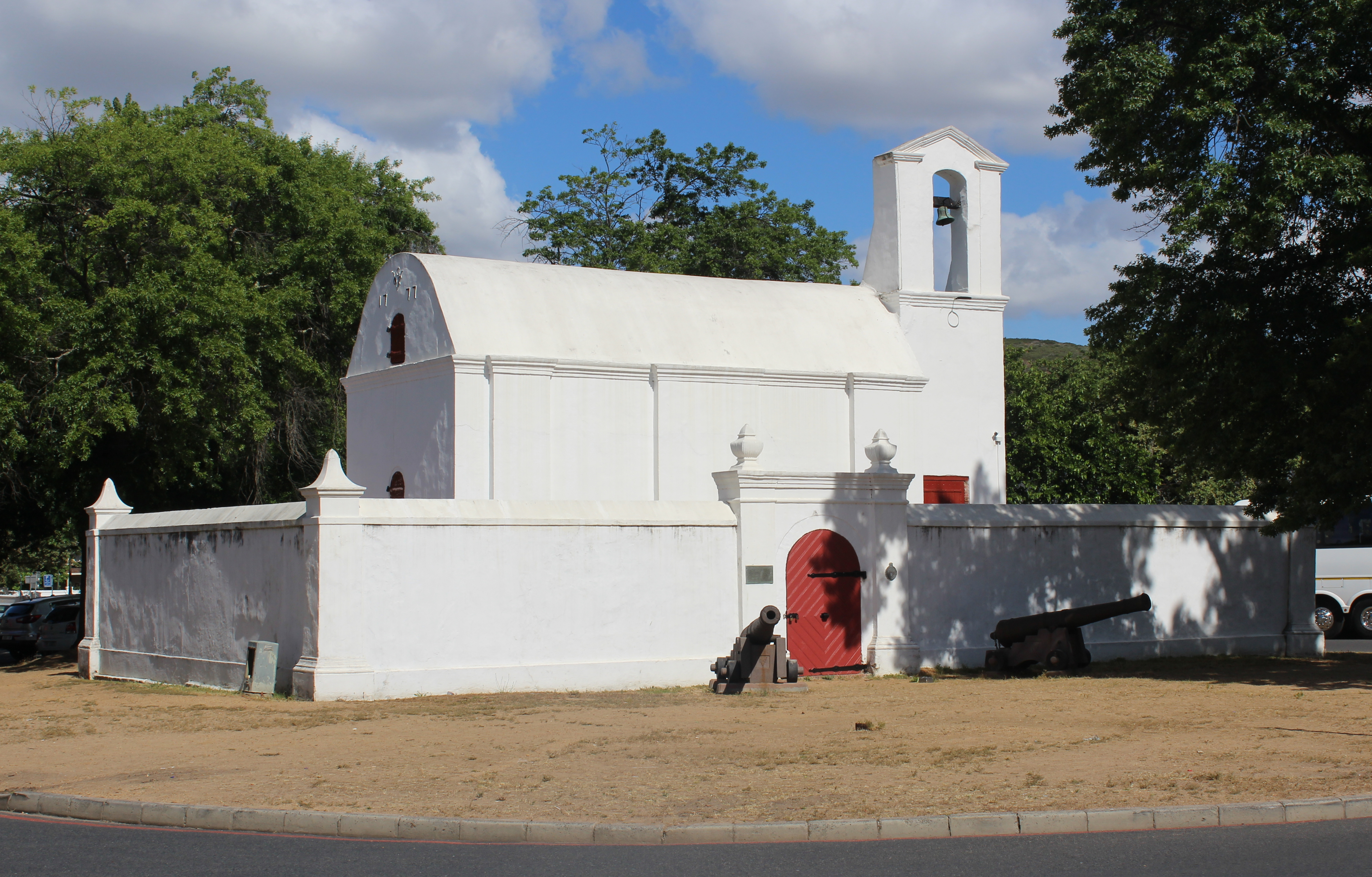
Kruithuis, uppfört 1777, museum för tidigare förvaring av kanoner, skjutvapen och sprängämnen.

Efter Kapstaden är Stellenbosch den äldsta ort i Sydafrika som grundats av europeiska immigranter. Staden är uppkallad efter sin grundare, Simon van der Stel som 1679 grundade orten vid den första flod (Eerste River) han träffade på när han skickats ut av Jan van Riebeeck att undersöka områdena öster om nuvarande Kapstaden. Större delen av invånarna i Stellenbosch är afrikaaner. Ett stort antal ekar planterades i Stellenbosch vilket har gett staden smeknamnet Eikestad, ekstaden.

## Befolkning

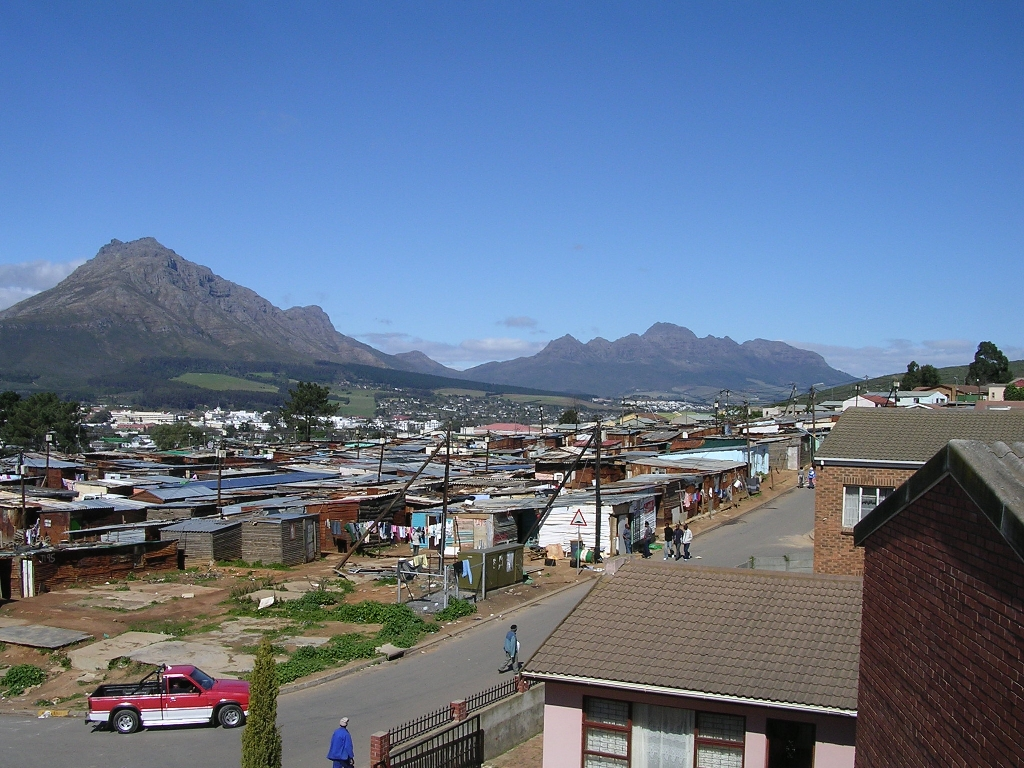
Khayamandi, det mest tätbefolkade området i Stellenbosch.

Vid folkräkningen 2011 hade Stellenboschs kommun (som täcker cirka 831 km²) totalt 155 733 invånare, varav ungefär hälften bodde i de centrala delarna. Till det kommer en stor mängd studenter. Majoriteten av invånarna talar afrikaans som modersmål men det finns stora engelsk- och xhosatalande minoriteter.
Stadens mest tätbefolkade del är Khayamandi, ett gettoliknande område i stadens nordvästra delar. Folkmängden uppgick där till 24 645 invånare vid folkräkningen 2011 på en yta av 1,54 km², vilket gör en befolkningstäthet på 15 968 inv./km².

## Vinodling
Stellenbosch är centrum i Sydafrikas vinindustri. Tillsammans med områdena kring Paarl och Franschhoek utgör områdena kring Stellenbosch Cape Winelands, Sydafrikas största vinområde.

## Universitetet

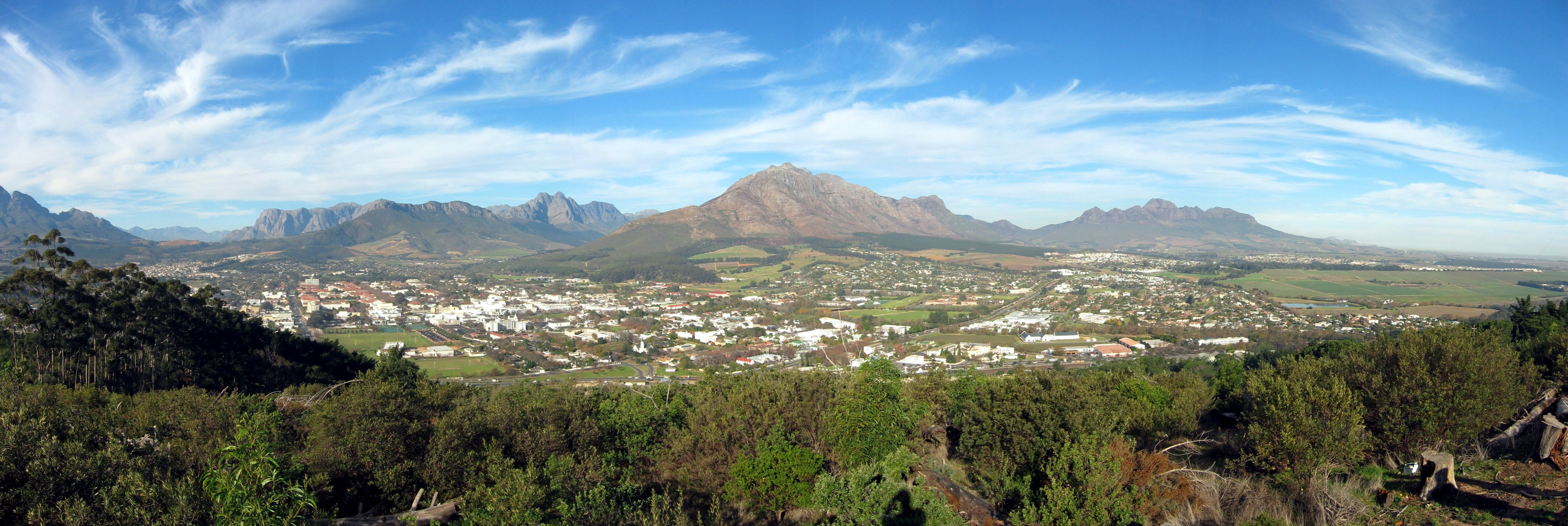
Panorama över Stellenbosch.

Universitetet i Stellenbosch var under apartheidtiden till för den afrikaanstalande befolkningen. Universitetet är ett av de ledande i Sydafrika och har tio fakulteter. Fortfarande är majoriteten av de omkring 25 000 studenterna vita med afrikaans som modersmål. Även om universitetets officiella språk är afrikaans så sker en stor del av undervisningen, främst på högre nivåer, på engelska.